# 旭輝臺
旭輝臺（英語：Radiant Towers）位於新界將軍澳寶琳毓雅里1號，為政府於1998年推出的「夾心階層住屋計劃」屋苑。屋苑於1999年4月1日入伙，由香港房屋協會發展，由關善明建築師事務所有限公司設計，住宅單位總數704個。1-44樓為住宅，物業基座P樓為會所及平台，而G,P1-P2則為住宅大堂及3層高的停車場。屋苑自設會所，並且設有乒乓球室、健身室、閱讀室、舞蹈室、及兒童遊樂區。屋苑正門面對東華三院呂潤財紀念中學，旁邊有富麗花園及慧安園合稱「毓雅里三寶」。後門則面對怡心園。旭輝臺最大特色就是實用率高及其裝設有射燈的天台，是寶琳區較為少見的，亦是區內首個天台裝設射燈的屋苑。屋苑鄰近將軍澳最大型商場新都城中心。景色方面部份單位可飽覧將軍澳區內的景緻包括日出康城、魷魚灣、坑口、調景嶺及遠眺小西灣及柴灣一帶海景。
此外屋苑實用率亦較同系屋苑怡心園及叠翠軒為高。大廈設計和間隔亦較方正。若以實用率作比較旭輝臺是寶琳區內第二高之屋苑，僅次新都城第三期（都會豪庭），因此成交量及呎價亦較高，成為區內藍籌一線屋苑之一。物業鄰近港鐵將軍澳綫寶琳站步行距離僅五分鐘。後門亦設有巴士站往返柴灣、筲箕灣、機場、旺角及荃灣各區，交通便捷。而鄰近的茵怡花園巴士站亦有提供往返尖沙咀、九龍灣、佐敦、九龍城、沙田、官塘、中環、灣仔、銅鑼灣巴士服務，因此交通亦較同系屋苑怡心園及叠翠軒方便。

## 發展沿革

### 入伙前
旭輝臺共有兩座，提供704個單位，建築面積由621至825呎。因為承建商出現問題未能按期完成上蓋工程，最終導致落成日期較合約規定延遲半年，買家因此可選擇「合法撻訂」而免遭殺訂，發展商更答應發放延期交樓的利息。最終多達五成買家選擇取消買賣協議。涉及約350個單位。時任中原地產將軍澳助理分區營業經理羅志芳表示已有不少買家，向代理查詢區內發展商一手樓的市況，已當年旭輝臺每方呎$4,500，價錢與區內新盤相若。最終屋苑首批單位於1999年4月1日入伙，由於多達五成買家（500多個業主）選擇取消買賣協議，因此發展商於2000年重推餘下約350個單位。而該批單位亦於2001年入伙。

### 交樓標準
全屋鋪砌柚木地板，TGC煤氣乾衣機，林內牌恒溫熱水爐，林內牌煮飯寶，惠而浦抽油煙機，Panasonic樂聲牌抽氣扇，National樂聲牌冷氣機

### 設計特色
屋苑外貌採用金黃色為主題，襯以灰色，以突出曉日金輝的設計。而各座天台亦裝設有射燈，是區內首創。
屋苑設計完善周到，各座住戶均可經由停車場電梯直達所屬樓層，大堂亦無任何梯級，因此搬運傢俱較方便。
每個單位㕑房都設有抽油煙機獨立排風口，是同區較為罕有的。

## 住客設施及服務

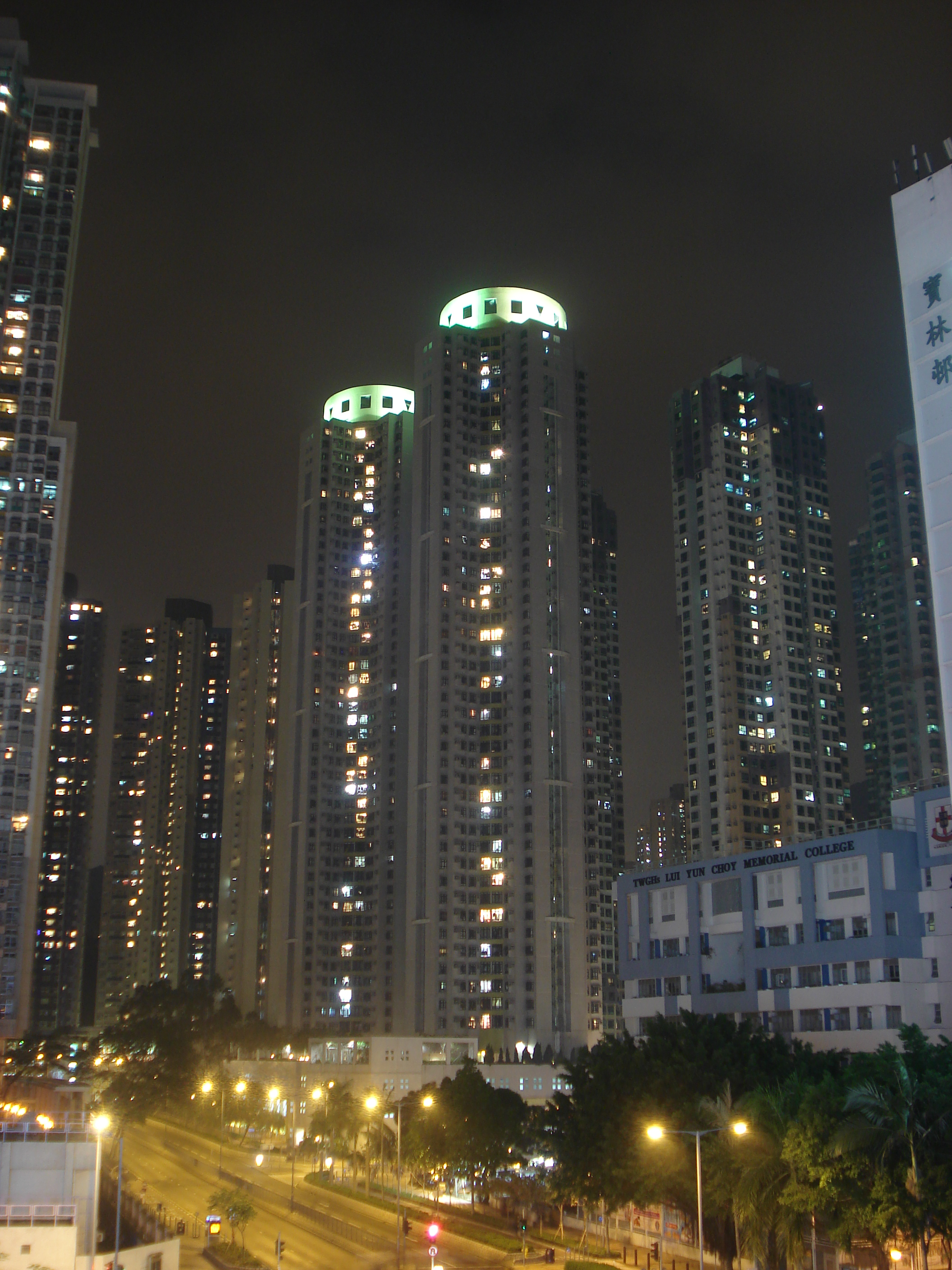
旭輝臺夜間外觀

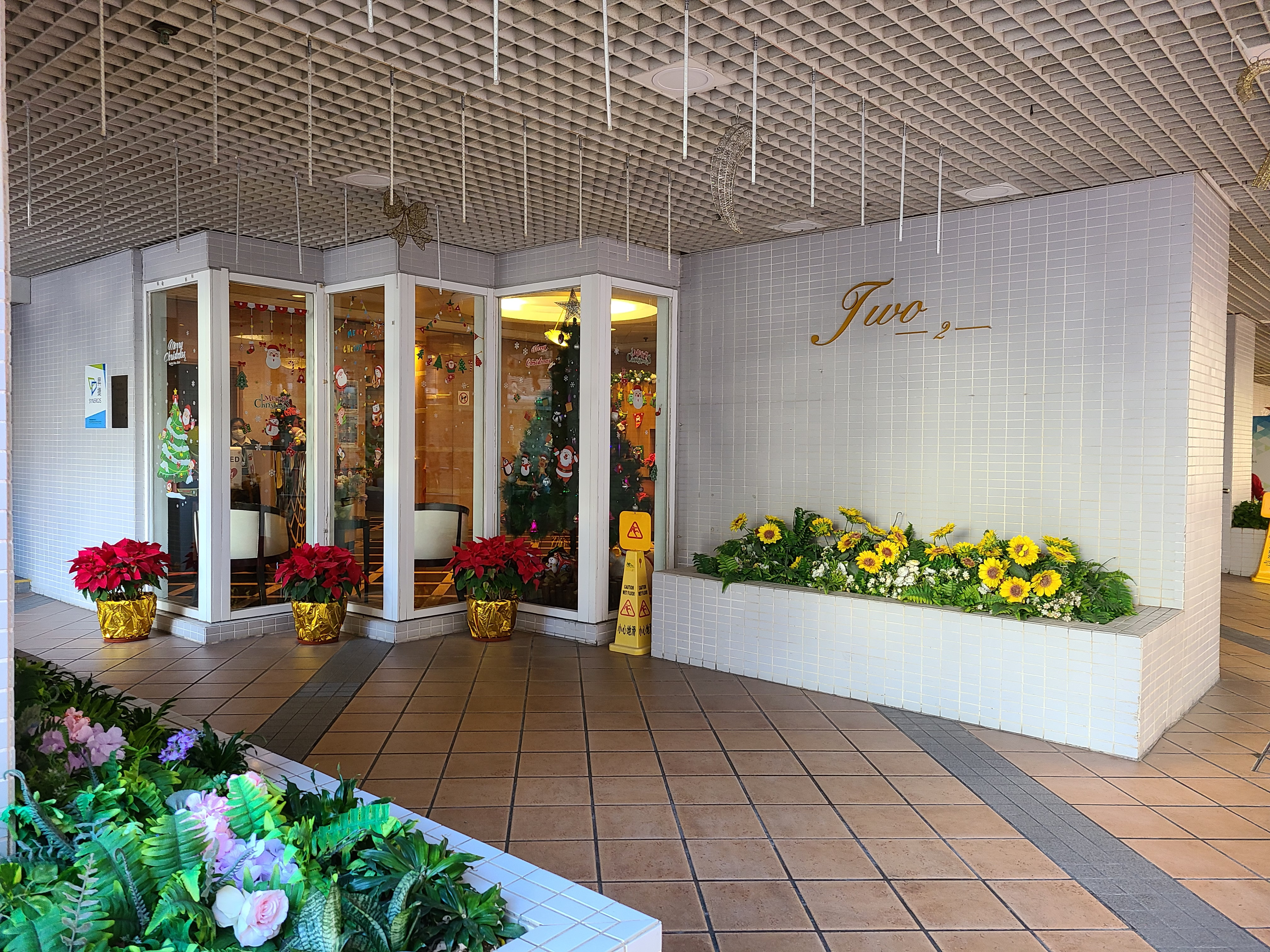
旭輝臺公共走廊

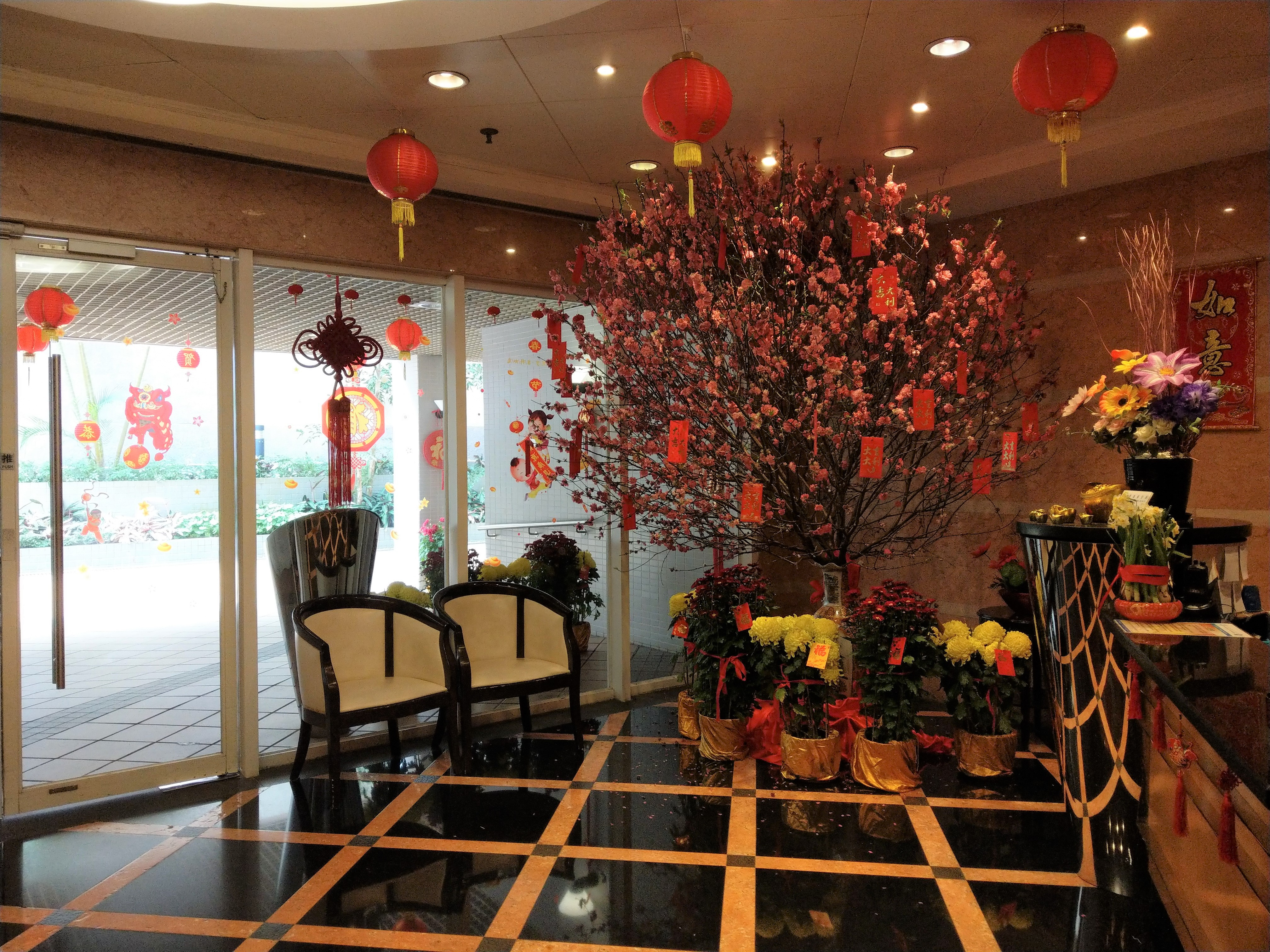
旭輝臺大堂

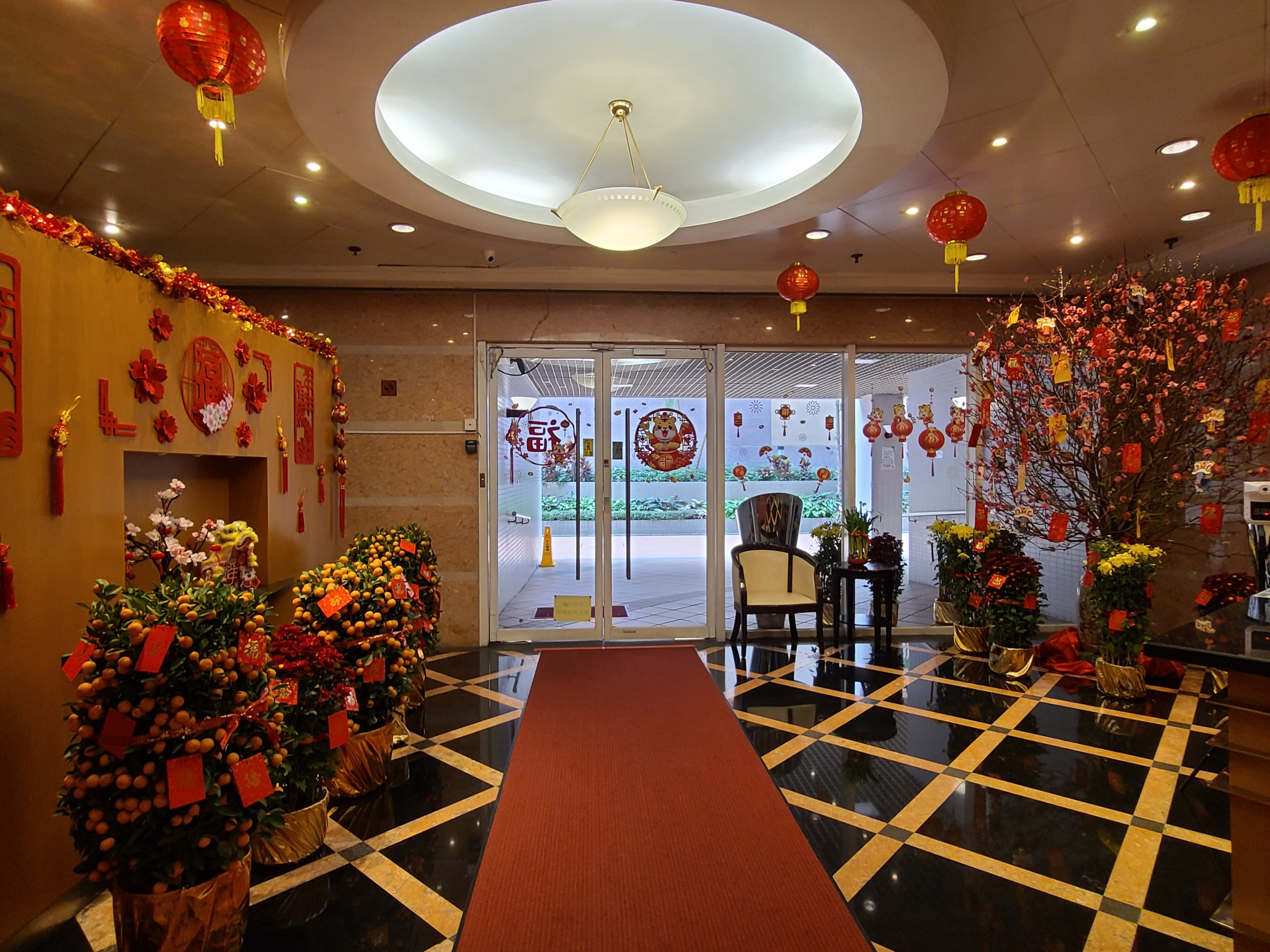
旭輝臺大堂

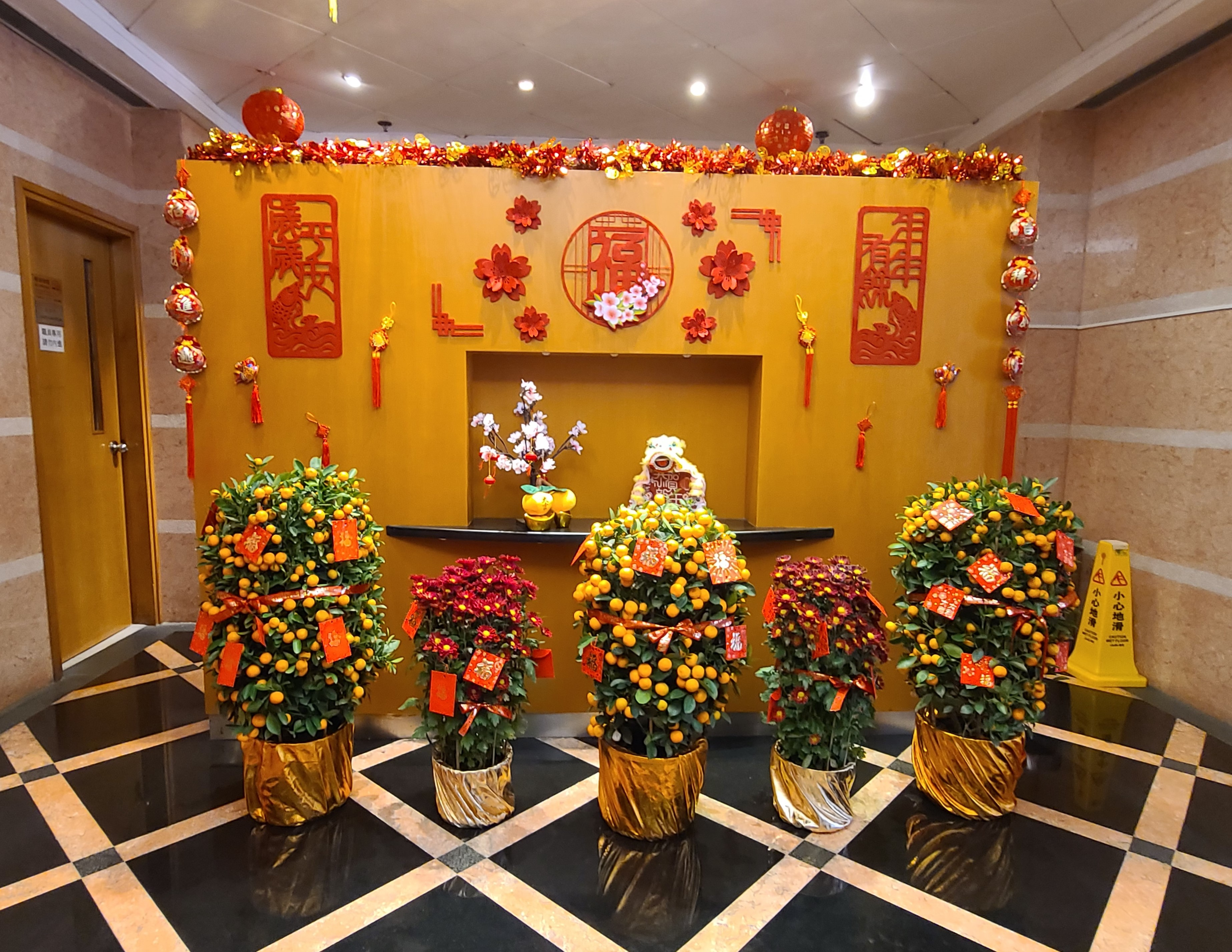
旭輝臺大堂

### 花園平台
花園平台位於物業P樓平台，設有花圃種滿各式花卉及樹木，有聘用園丁定期保養以供欣賞。另外平台亦有涼亭、長凳等休閒設施，為住戶提供一個露天休憩空間。喜歡晨運的住戶也常到平台的空地上耍太極和練氣功，近1座位置更設有引體上升練習器。

### 會所
屋苑自設會所，並且設有乒乓球室、健身室、閱讀室、舞蹈室、自動販賣機

### 兒童遊樂區
位於平台第2座位置。

### 停車場
物業基座G,P1,P2 為3層高及停車場單車泊位區（每年抽簽）

### 苗圃
屋苑後門位置設有四個苗圃供住戶體驗裁種樂趣

## 其他住戶服務

### 雨傘借用服務
各座保安崗位均提供雨傘借用服務

### 手推車借用服務
各座保安崗位均提供手推車借用服務

### 收費影印及傳真服務
管理處提供影印及傳真服務給各住戶，每張收費2元

### 借用汽車電池
提供借用汽車電池給各住戶。

### 基本資料
各類配置:

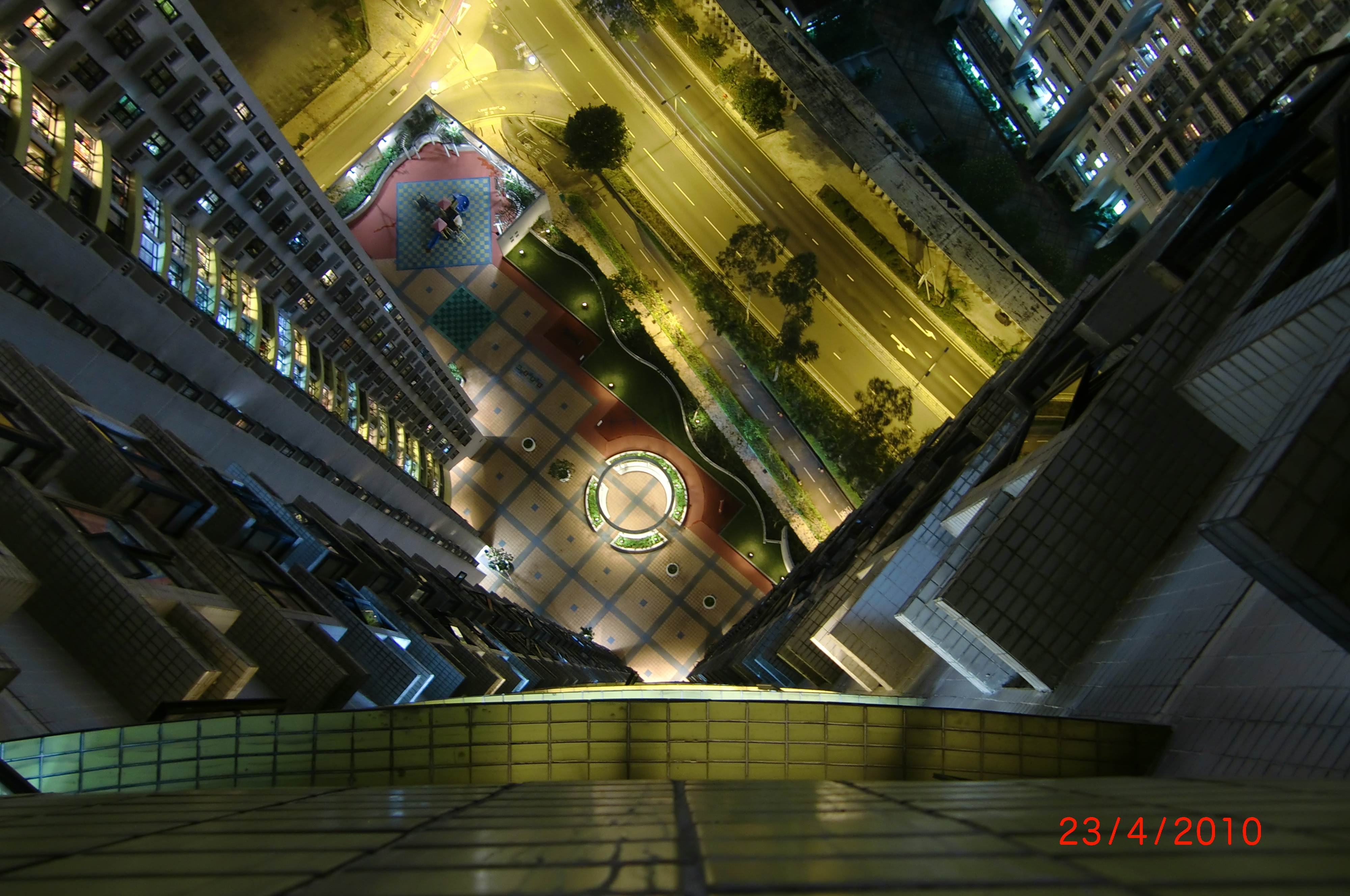
旭輝臺平臺

八達通大廈出入管制系統 - 住客以八達通卡作大廈出入證，無需強記經常更改的密碼，出入方便。
每戶均設有大堂對講機，警報按鈕（Panic Alarm），及已接駁屋苑閉路電視系統。
每層則設有升降機直達，火警鐘，救火喉及走火樓梯等公用設施。
每座均設有空氣調節的升降機大堂，內有保安崗位及各戶信箱。
每座大堂均裝設自動門（於2020年5月14日裝設）

### 管理費
每戶管理費如下：
- A, B 室(建築面積:625呎, 實用面積: 481呎+窗台13呎) - $845
- C, H 室(建築面積:782呎, 實用面積: 601呎+窗台18呎) - $ 1,033
- D, G 室(建築面積:795呎, 實用面積: 611呎+窗台18呎) - $ 1,033
- E, F 室(建築面積:832呎, 實用面積: 639呎+窗台19呎) - $ 1,127
- 自2019年4月1日開始

### 公用事業系统
屋苑已接駁至各類公用事業系统，包括：
1. 電網：中電集團，單位內供應單相電
2. 食水及沖廁用咸水：水務署
3. 中央管道煤氣：香港中華煤氣有限公司
4. 固網電訊：電訊盈科，和記環球電訊，香港寬頻，有線寬頻通訊有限公司
5. 電視系統：各本地免費電視台的高清及標清頻道，衛星電視，收費電視
6. 升降機：奧的斯電梯公司

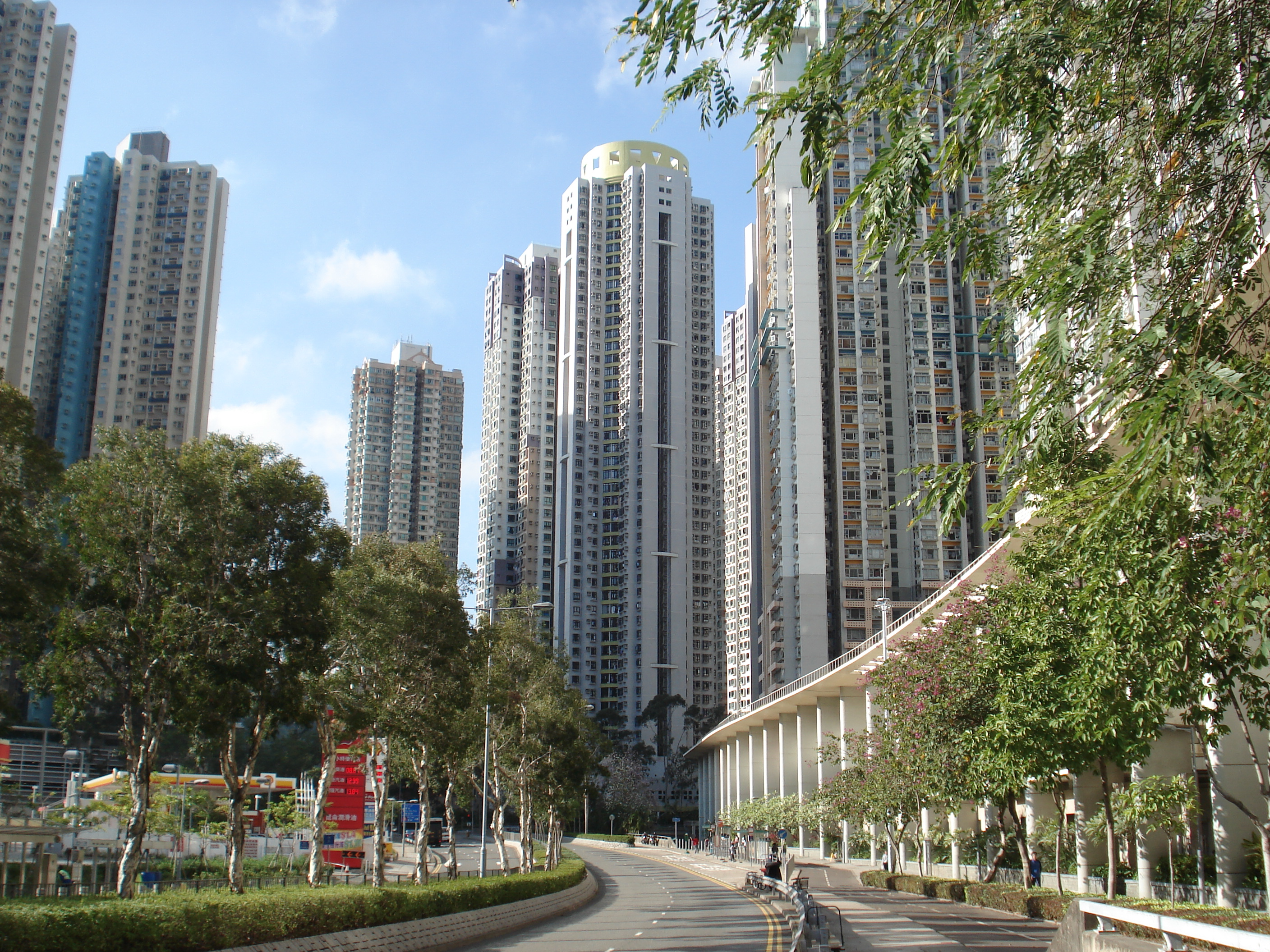
旭輝臺外觀
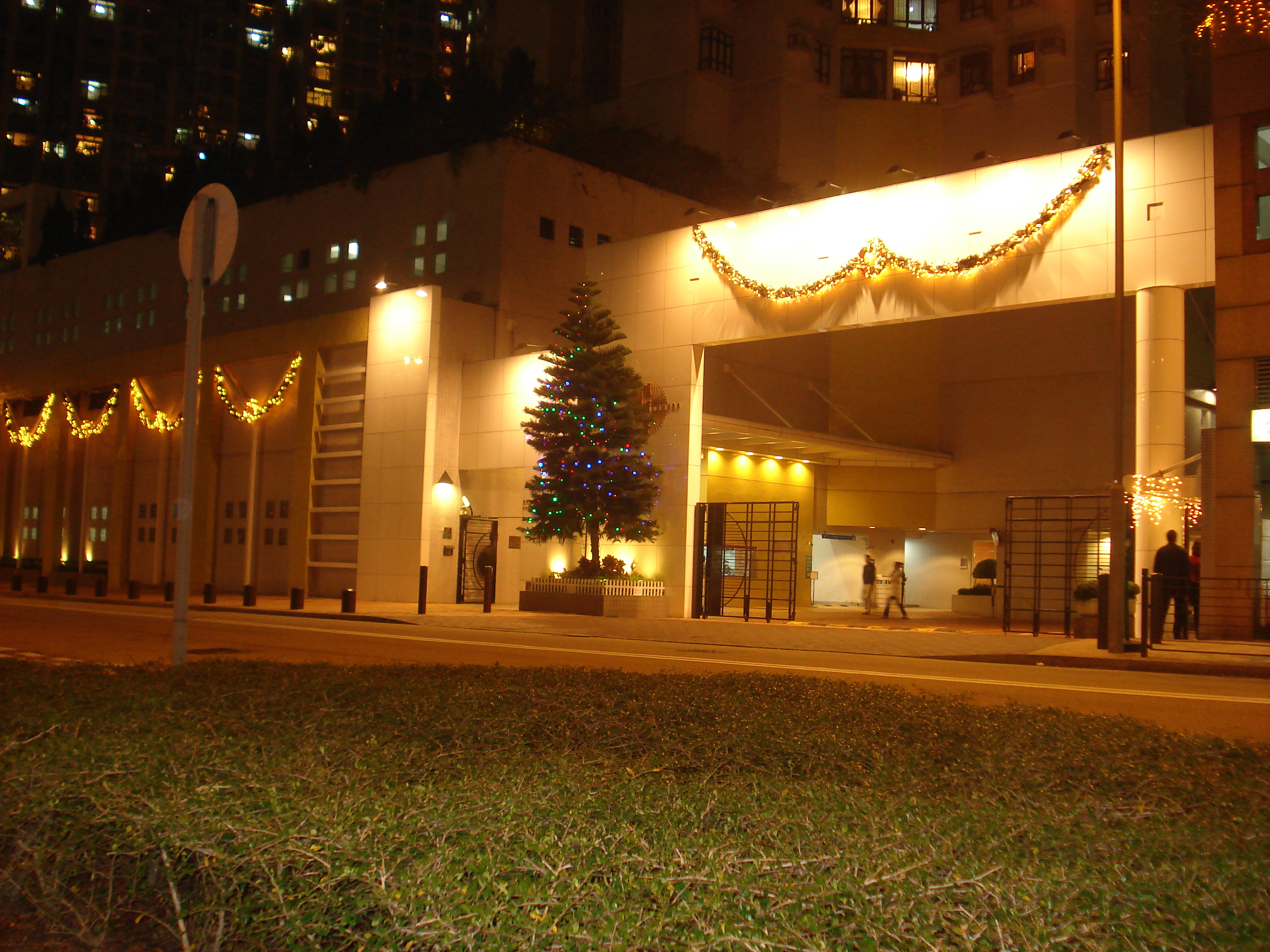
旭輝臺正門
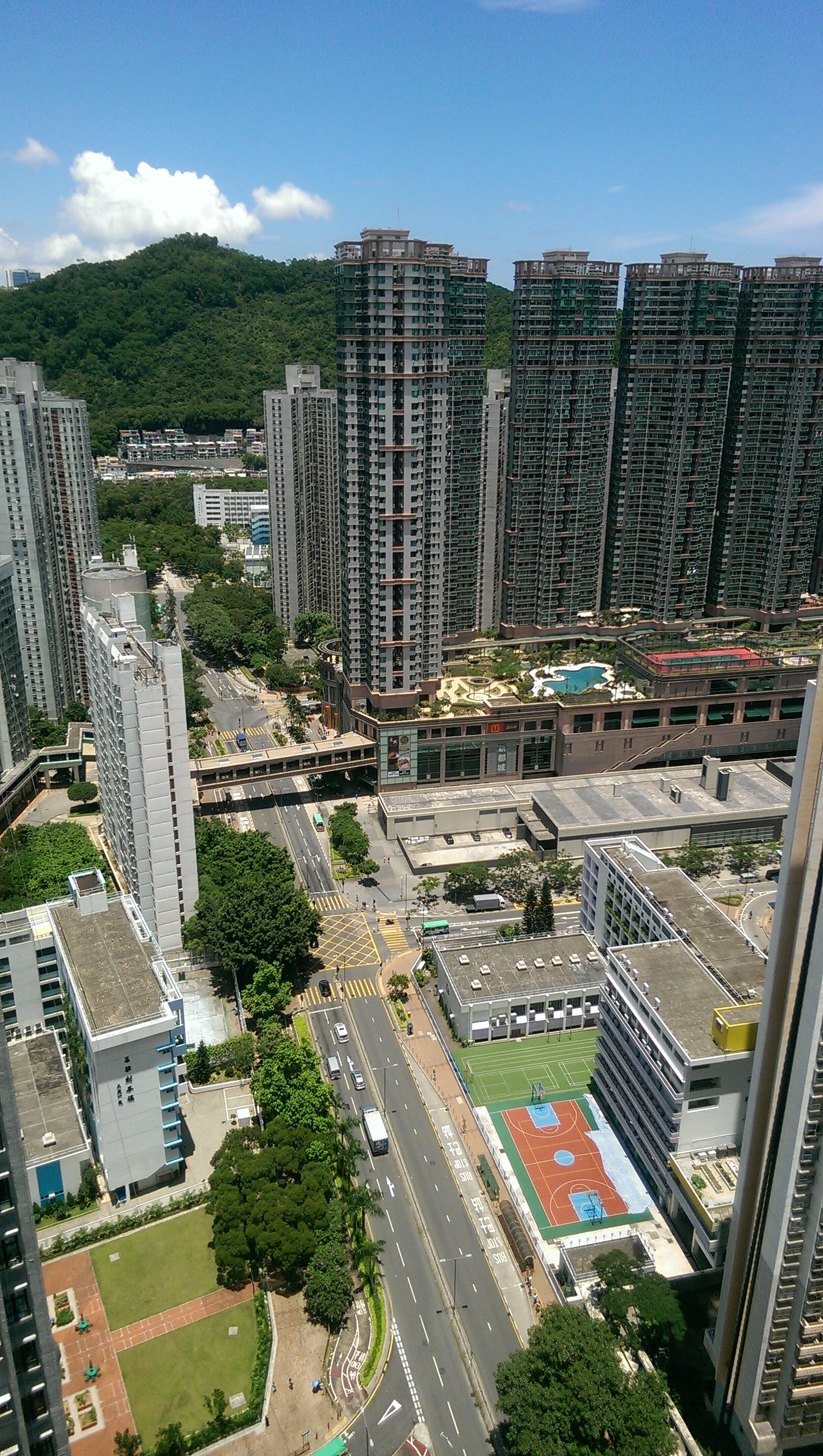
旭輝臺日間景觀
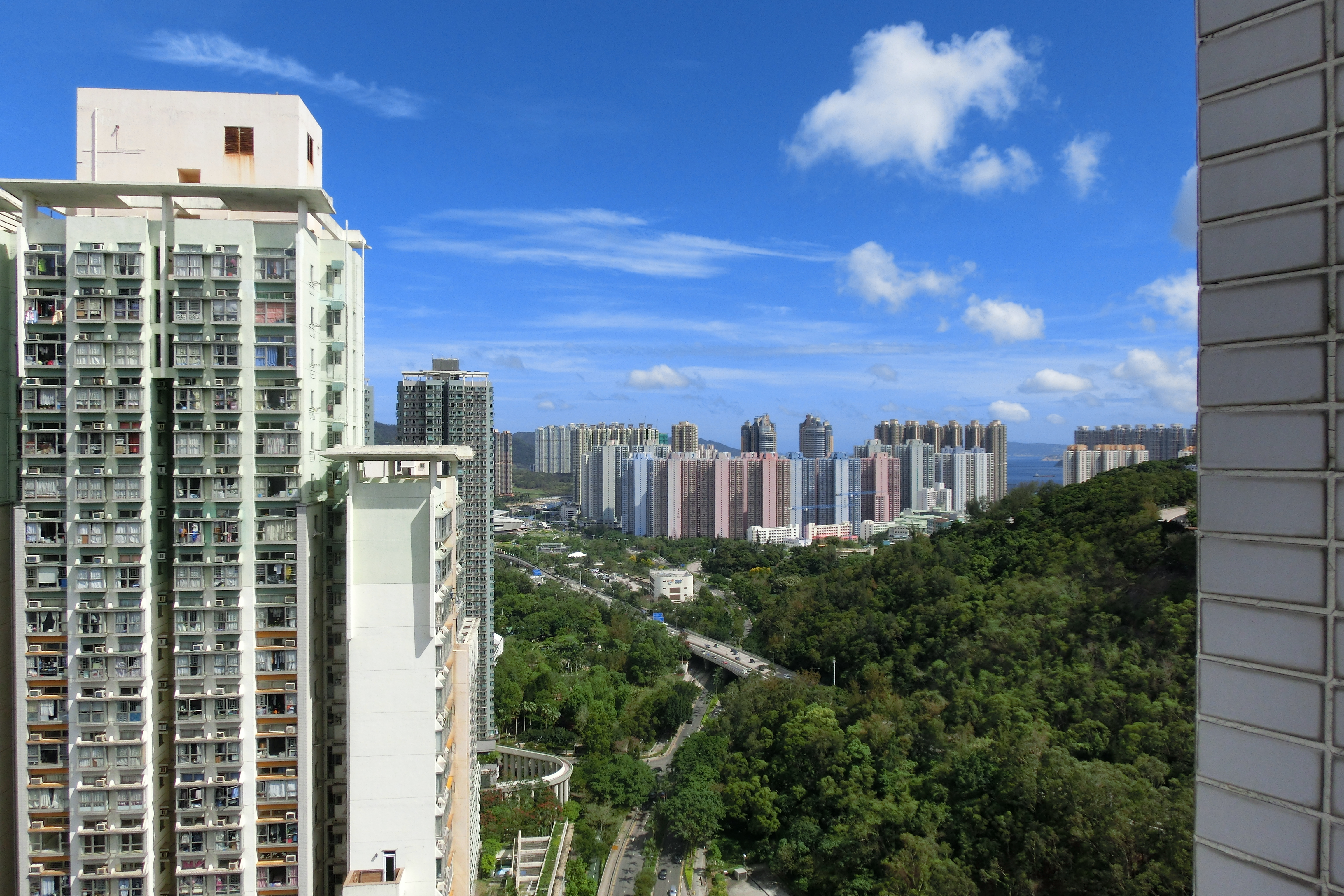
旭輝臺日間景觀
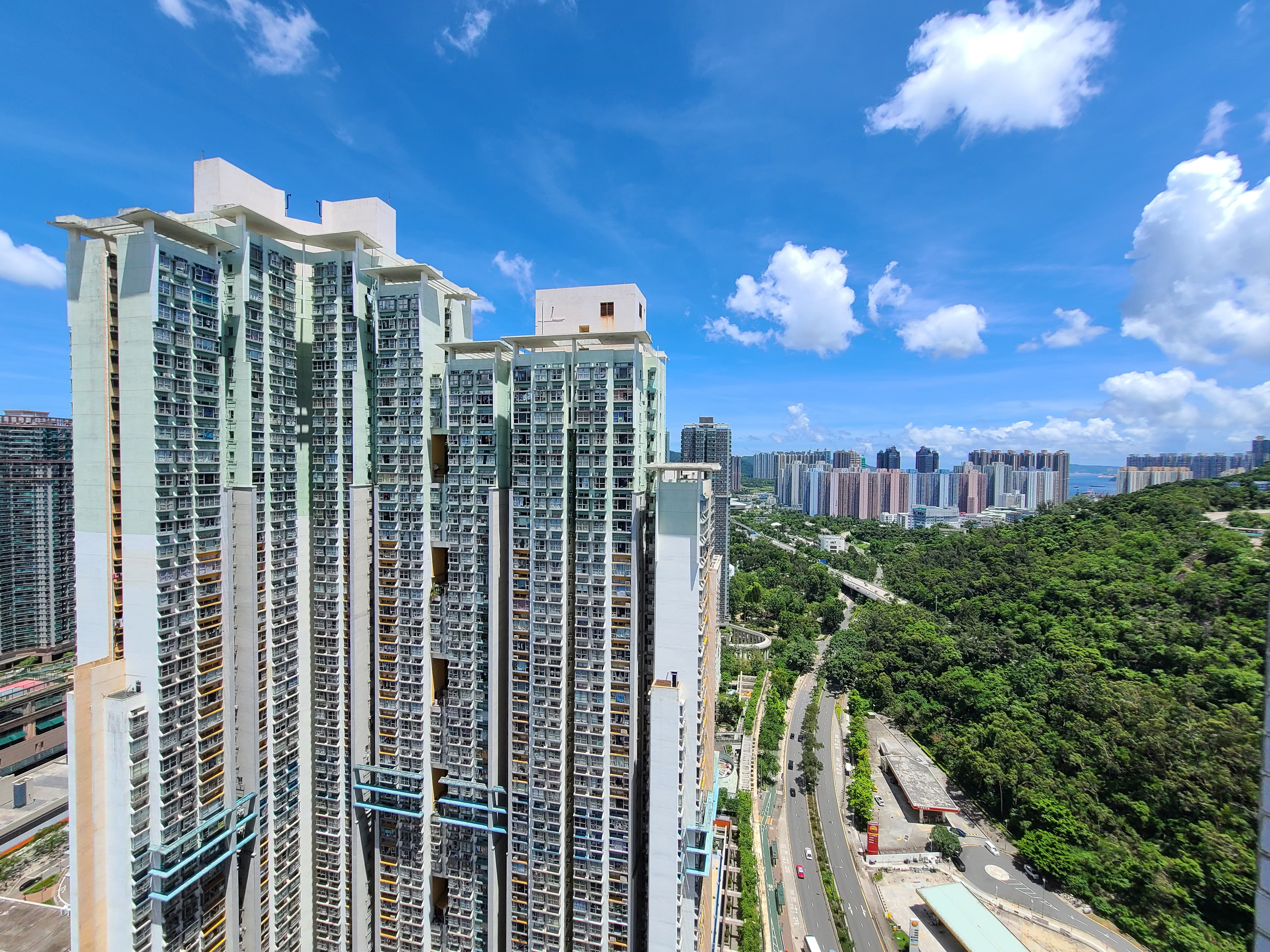
旭輝臺日間景觀
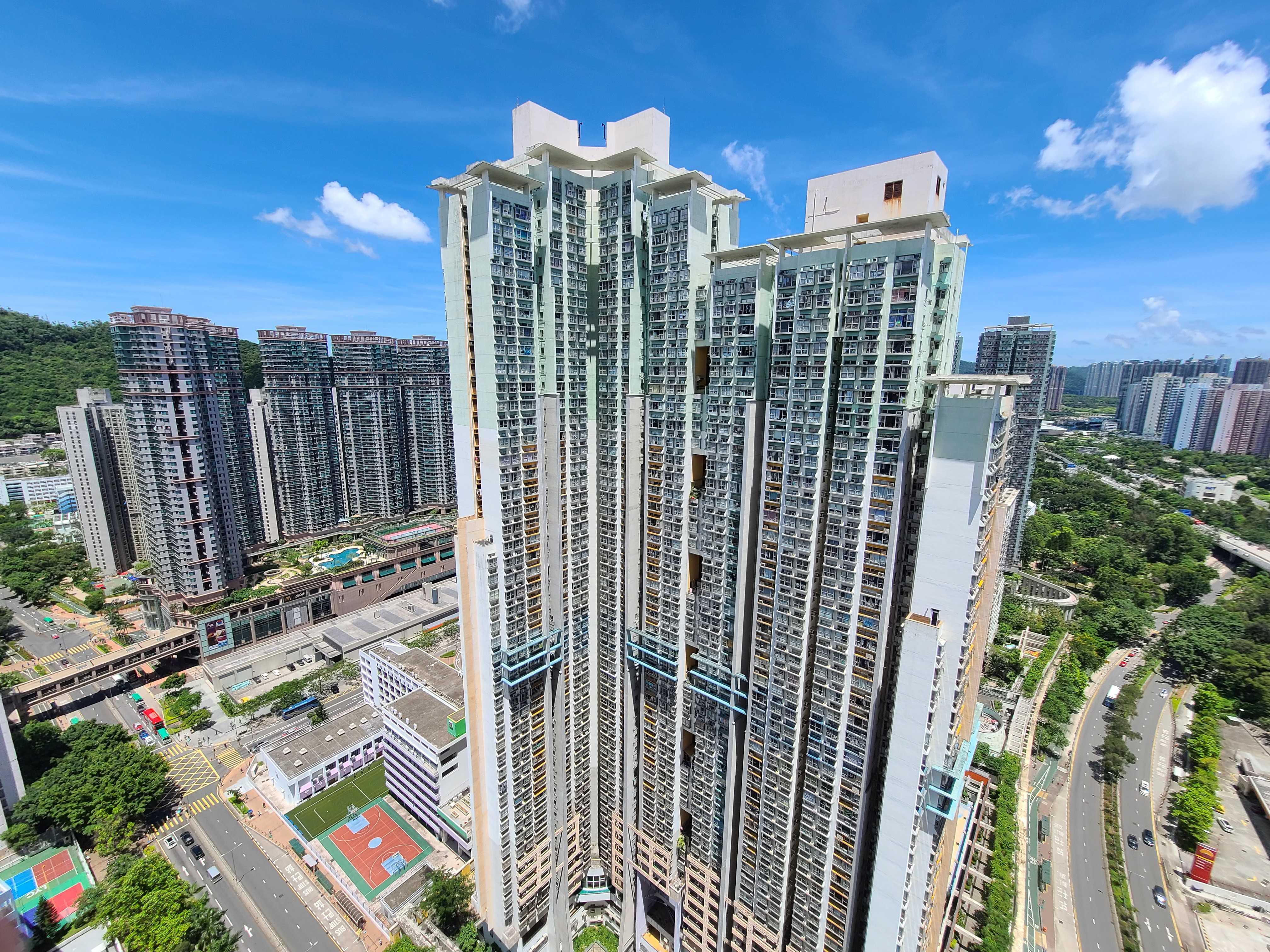
旭輝臺日間景觀
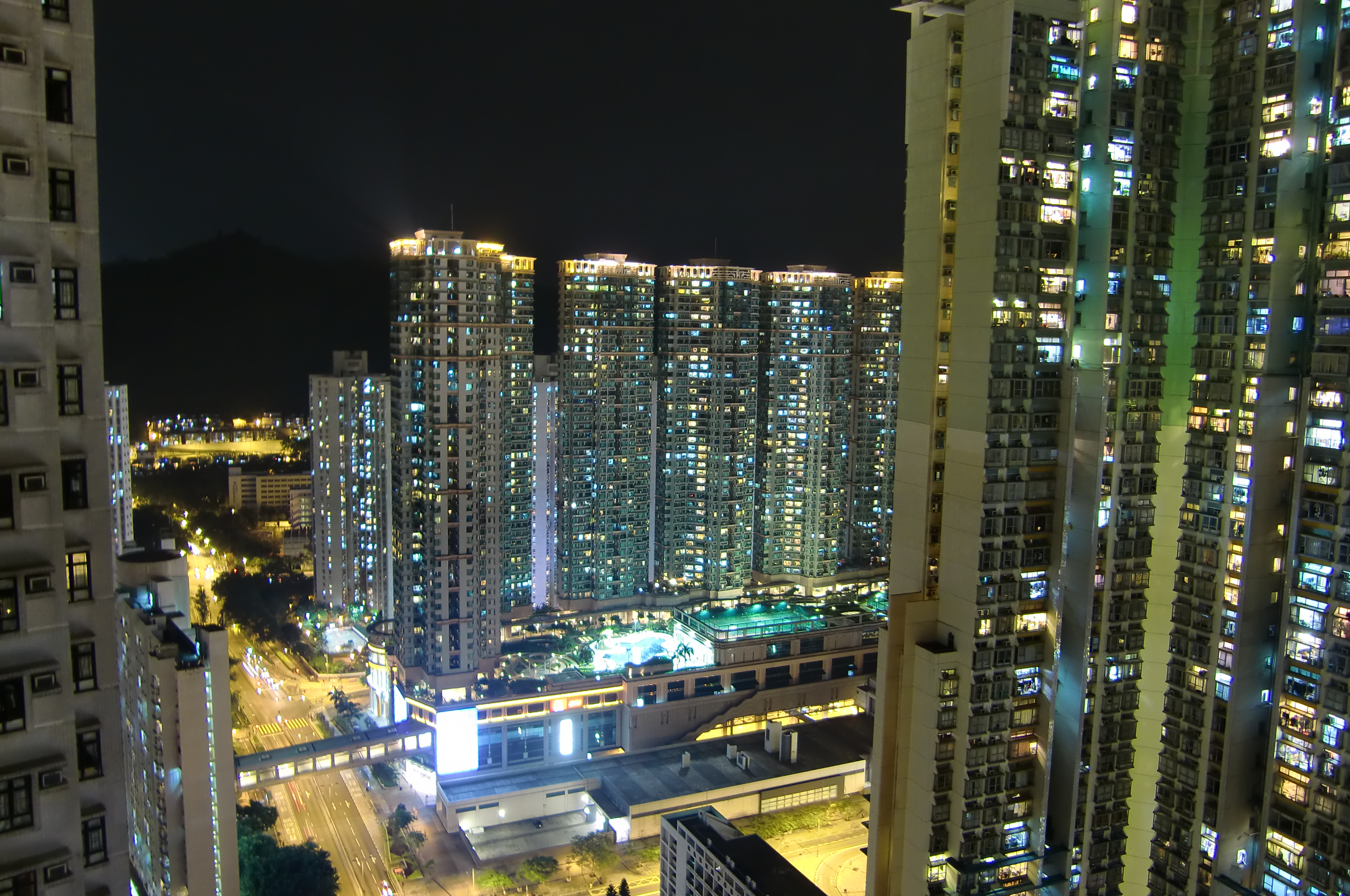
旭輝臺夜景
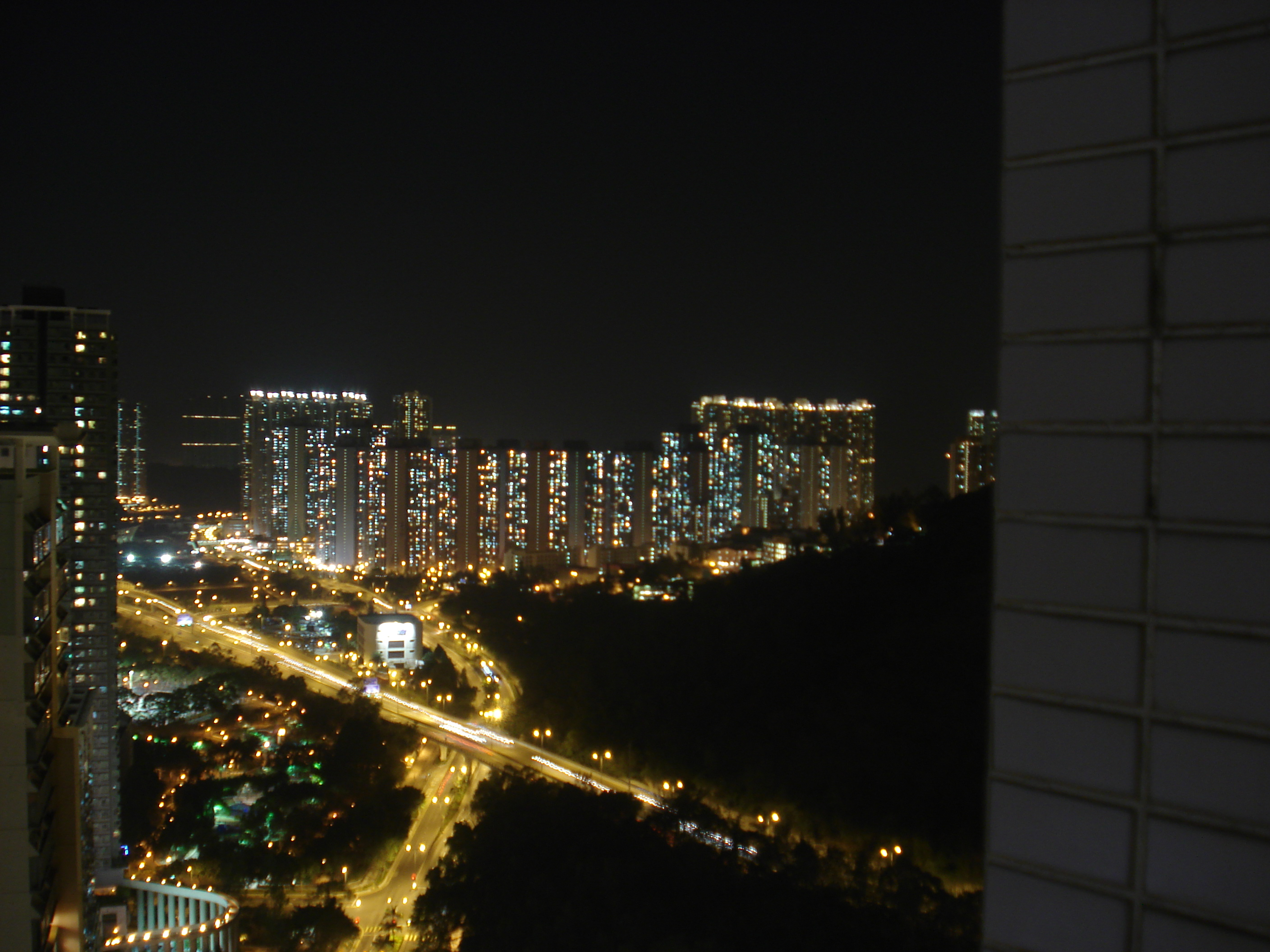
旭輝臺夜景

## 深宵巴士路線
- 往返美孚、長沙灣、深水埗、旺角、九龍城、新蒲崗 ( *特快巴士路線293S)
- 往返旺角、九龍城、新蒲崗、官塘、秀茂坪(巴士路線N293)
- 往返中上環、金鐘、灣仔、銅鑼灣、天后、炮台山、北角 ( *巴士路線N691)
- 往返荃灣、葵涌、黃大仙(*巴士路線N290)
- 往返機場、官塘、九龍灣、彩虹、寶琳(巴士路線NA29)
- 往返機場博覽館、東涌、黃大仙、彩虹、九龍灣、官塘 ( *巴士路線N29)
- 於屋苑後門設有巴士站

## 日間巴士路線
- 往返小西灣、柴灣、筲箕灣、西灣河、調景嶺( *巴士路線694)
- 往返中環、金鐘、灣仔、銅鑼灣、天后、炮台山、北角(巴士路線690/特快巴士路線690P)
- 往返機場、順利、彩虹、將軍澳 ( *巴士路線A28)
- 往返機場、官塘、九龍灣、彩虹、寶琳(巴士路線A29)
- 往返機場博覽館、飛機維修區、東涌、黃大仙、彩虹、九龍灣、官塘(巴士路線E22A/特別班次E22C/E22S)
- 往返荃灣、葵涌、黃大仙、彩虹、順利、調景嶺 ( *巴士路線290/290A/290X)
- 往返尖沙咀、九龍灣、佐敦、坑口(特快巴士路線98D/98P)
- 往返紅磡、九龍灣、土瓜灣、九龍城、新蒲崗、彩虹、坑口(巴士路線297/特快巴士路線297P)
- 往返美孚、長沙灣、深水埗、旺角、新蒲崗、坑口(巴士路線98C/特別班次98S)
- 往返旺角、佐敦、土瓜灣、九龍城、新蒲崗、九龍城、寶琳(巴士路線93K)
- 往返官塘、秀茂坪、牛頭角、寶琳(巴士路線98A/98B/93A)
- 往返沙田、沙田圍、調景嶺(特快巴士路線798)
- 往返鑽石山、香港科技大學、清水灣、寶琳(巴士路線91M)
- 往返坑口、將軍澳(巴士路線296M)
- 於屋苑後門設有巴士站

## 社區設施
鄰近有將軍澳泳池、將軍澳公共圖書館、將軍澳體育館、寶翠公園及寶康公園。

## 外部連結
- 港鐵公司 - 寶琳站街道圖 （页面存档备份，存于）
- 港鐵公司 - 寶琳站列車服務時間 （页面存档备份，存于）

22°19′25″N 114°15′17″E / 22.323518795166052°N 114.25459488465644°E